# AV Formula
AVF, précédemment AV Formula, est une écurie espagnole de sport automobile fondée en 2012 par l'ancien pilote automobile Adrián Vallés.

## Historique
Après s'être retiré de la compétition, Adrián Vallés forme sa propre équipe fin 2012 sous le nom d'Av Formula. En octobre 2012, l'équipe participe aux deux manches finales de la Formule Renault 2.0 Alpes, avec Tatiana Calderón, Denis Nagulin, Egor Orudzhev, Emanuele Zonzini comme pilotes. Emanuele Zonzini obtient la meilleure place de l'équipe avec une treizième position. L'année suivante, AV Formula prend l'inscription de l'écurie RFR pour participer au championnat Formula Renault 3.5 Series. L'écurie engage Yann Cunha et Arthur Pic pour leur première saison en Formule Renault 3.5, et termine cette dernière à une neuvième place au classement des équipes avec un seul podium réalisé par Arthur Pic sur le circuit d'Alcañiz. Toujours en 2013, l'équipe décide de se concentrer sur la Formule Renault 2.0 NEC avec Fran Rueda comme pilote régulier.

## Palmarès

### Formula Renault 3.5 Series
| Formula Renault 3.5 Series | Formula Renault 3.5 Series | Formula Renault 3.5 Series | Formula Renault 3.5 Series | Formula Renault 3.5 Series | Formula Renault 3.5 Series | Formula Renault 3.5 Series | Formula Renault 3.5 Series | Formula Renault 3.5 Series | Formula Renault 3.5 Series | Formula Renault 3.5 Series |
| Year                       | Car                        | Drivers                    | Races                      | Wins                       | Poles                      | F/Laps                     | Podiums                    | Points                     | D.C.                       | T.C.                       |
| -------------------------- | -------------------------- | -------------------------- | -------------------------- | -------------------------- | -------------------------- | -------------------------- | -------------------------- | -------------------------- | -------------------------- | -------------------------- |
| 2013                       | Dallara-Zytek              | Arthur Pic                 | 17                         | 0                          | 0                          | 1                          | 1                          | 74                         | 8th                        | 9th                        |
| 2013                       | Dallara-Zytek              | Yann Cunha                 | 17                         | 0                          | 0                          | 0                          | 0                          | 0                          | 27th                       | 9th                        |
| 2014                       | Dallara-Zytek              | Zoël Amberg (en)           | 17                         | 0                          | 0                          | 1                          | 1                          | 66                         | 11th                       | 7th                        |
| 2014                       | Dallara-Zytek              | Beitske Visser             | 17                         | 0                          | 0                          | 0                          | 0                          | 11                         | 21st                       | 7th                        |
| 2015                       | Dallara-Zytek              | Alfonso Celis Jr.          | 17                         | 0                          | 0                          | 2                          | 0                          | 17                         | 16th                       | 10th                       |
| 2015                       | Dallara-Zytek              | Beitske Visser             | 15                         | 0                          | 0                          | 0                          | 0                          | 3                          | 23rd                       | 10th                       |

### Formula V8 3.5
| Formule V8 3.5 | Formule V8 3.5 | Formule V8 3.5    | Formule V8 3.5 | Formule V8 3.5 | Formule V8 3.5 | Formule V8 3.5 | Formule V8 3.5 | Formule V8 3.5 | Formule V8 3.5 | Formule V8 3.5 |
| Year           | Car            | Drivers           | Races          | Wins           | Poles          | F/Laps         | Podiums        | Points         | D.C.           | T.C.           |
| -------------- | -------------- | ----------------- | -------------- | -------------- | -------------- | -------------- | -------------- | -------------- | -------------- | -------------- |
| 2016           | Dallara-Zytek  | Tom Dillmann      | 18             | 2              | 5              | 2              | 12             | 237            | 1st            | 3rd            |
| 2016           | Dallara-Zytek  | Alfonso Celis Jr. | 20             | 0              | 0              | 0              | 1              | 55             | 11th           | 3rd            |

### Eurocup Formula Renault 2.0
| Eurocup Formula Renault 2.0 | Eurocup Formula Renault 2.0 | Eurocup Formula Renault 2.0 | Eurocup Formula Renault 2.0 | Eurocup Formula Renault 2.0 | Eurocup Formula Renault 2.0 | Eurocup Formula Renault 2.0 | Eurocup Formula Renault 2.0 | Eurocup Formula Renault 2.0 | Eurocup Formula Renault 2.0 | Eurocup Formula Renault 2.0 |
| Year                        | Car                         | Drivers                     | Races                       | Wins                        | Poles                       | F/Laps                      | Podiums                     | Points                      | D.C.                        | T.C.                        |
| --------------------------- | --------------------------- | --------------------------- | --------------------------- | --------------------------- | --------------------------- | --------------------------- | --------------------------- | --------------------------- | --------------------------- | --------------------------- |
| 2013                        | Tatuus–Renault              | Victor Sendin               | 2                           | 0                           | 0                           | 0                           | 0                           | 0                           | NC                          | NC                          |
| 2013                        | Tatuus–Renault              | Nick Cassidy                | 2                           | 0                           | 0                           | 0                           | 0                           | 0                           | NC                          | NC                          |
| 2014                        | Tatuus–Renault              | Roy Geerts                  | 2                           | 0                           | 0                           | 0                           | 0                           | 0                           | 26th                        | 11th                        |
| 2014                        | Tatuus–Renault              | Josef Záruba                | 4                           | 0                           | 0                           | 0                           | 0                           | 0                           | 28th                        | 11th                        |
| 2014                        | Tatuus–Renault              | Jules Gounon                | 2                           | 0                           | 0                           | 0                           | 0                           | 0                           | 30th                        | 11th                        |
| 2014                        | Tatuus–Renault              | Iñigo Bikuña                | 2                           | 0                           | 0                           | 0                           | 0                           | 0                           | 29th                        | 11th                        |
| 2014                        | Tatuus–Renault              | Louis Delétraz              | 6                           | 0                           | 0                           | 0                           | 0                           | 0                           | NC                          | 11th                        |
| 2014                        | Tatuus–Renault              | Matthew Graham              | 6                           | 0                           | 0                           | 0                           | 0                           | 1                           | 22nd                        | 11th                        |
| 2015                        | Tatuus–Renault              | Harrison Scott              | 17                          | 0                           | 0                           | 0                           | 1                           | 45                          | 12th                        | 8th                         |
| 2015                        | Tatuus–Renault              | Matthew Graham              | 3                           | 0                           | 0                           | 0                           | 0                           | 2                           | 20th                        | 8th                         |
| 2015                        | Tatuus–Renault              | Charlie Eastwood            | 10                          | 0                           | 0                           | 0                           | 0                           | 0                           | 25th                        | 8th                         |
| 2015                        | Tatuus–Renault              | Josef Záruba                | 4                           | 0                           | 0                           | 0                           | 0                           | 0                           | NC                          | 8th                         |
| 2015                        | Tatuus–Renault              | Henrique Chaves             | 7                           | 0                           | 0                           | 0                           | 0                           | 0                           | NC                          | 8th                         |
| 2015                        | Tatuus–Renault              | Denis Bulatov               | 5                           | 0                           | 0                           | 0                           | 0                           | 0                           | NC                          | 8th                         |
| 2016                        | Tatuus–Renault              | Henrique Chaves             | 15                          | 0                           | 0                           | 0                           | 0                           | 41                          | 11th                        | 4th                         |
| 2016                        | Tatuus–Renault              | Harrison Scott              | 15                          | 3                           | 2                           | 0                           | 6                           | 172                         | 4th                         | 4th                         |
| 2016                        | Tatuus–Renault              | Nerses Isaakyan             | 6                           | 0                           | 0                           | 0                           | 0                           | 0                           | NC                          | 4th                         |
| 2016                        | Tatuus–Renault              | Nikita Mazepin              | 4                           | 0                           | 0                           | 0                           | 0                           | 11                          | 16th                        | 4th                         |
| 2016                        | Tatuus–Renault              | Petru Florescu (en)         | 4                           | 0                           | 0                           | 0                           | 0                           | 0                           | 21st                        | 4th                         |
| 2016                        | Tatuus–Renault              | Julia Pankiewicz            | 3                           | 0                           | 0                           | 0                           | 0                           | 0                           | NC                          | 4th                         |
| 2017                        | Tatuus–Renault              | Henrique Chaves             | 13                          | 0                           | 0                           | 0                           | 1                           | 42                          | 10th                        | 7th                         |
| 2017                        | Tatuus–Renault              | Rodrigo Pflucker            | 8                           | 0                           | 0                           | 0                           | 0                           | 0                           | 28th                        | 7th                         |
| 2017                        | Tatuus–Renault              | Axel Matus (en)             | 13                          | 0                           | 0                           | 0                           | 0                           | 0                           | 23rd                        | 7th                         |
| 2017                        | Tatuus–Renault              | Gregoire Saucy              | 8                           | 0                           | 0                           | 0                           | 0                           | 0                           | 26th                        | 7th                         |
| 2017                        | Tatuus–Renault              | Thomas Randle (en)          | 5                           | 0                           | 0                           | 0                           | 0                           | 3                           | 20th                        | 7th                         |
| 2017                        | Tatuus–Renault              | Xavier Lloveras             |                             |                             |                             |                             |                             |                             |                             | 7th                         |

### Formula Renault 2.0 NEC
| Formula Renault 2.0 NEC | Formula Renault 2.0 NEC | Formula Renault 2.0 NEC | Formula Renault 2.0 NEC | Formula Renault 2.0 NEC | Formula Renault 2.0 NEC | Formula Renault 2.0 NEC | Formula Renault 2.0 NEC | Formula Renault 2.0 NEC | Formula Renault 2.0 NEC | Formula Renault 2.0 NEC |
| Year                    | Car                     | Drivers                 | Races                   | Wins                    | Poles                   | F.L.                    | Podiums                 | Points                  | D.C.                    | T.C.                    |
| ----------------------- | ----------------------- | ----------------------- | ----------------------- | ----------------------- | ----------------------- | ----------------------- | ----------------------- | ----------------------- | ----------------------- | ----------------------- |
| 2013                    | Barazi-Epsilon–Renault  | Fran Rueda              | 16                      | 0                       | 0                       | 0                       | 0                       | 56                      | 24th                    | N/A                     |
| 2013                    | Barazi-Epsilon–Renault  | Victor Sendin           | 7                       | 0                       | 0                       | 0                       | 0                       | 62                      | 21st                    | N/A                     |
| 2013                    | Barazi-Epsilon–Renault  | Aleksander Bosak (en)   | 7                       | 0                       | 0                       | 0                       | 0                       | 15                      | 39th                    | N/A                     |
| 2014                    | Barazi-Epsilon–Renault  | Roy Geerts              | 15                      | 0                       | 0                       | 0                       | 0                       | 73                      | 21st                    | 7th                     |
| 2014                    | Barazi-Epsilon–Renault  | Josef Záruba            | 15                      | 0                       | 1                       | 0                       | 1                       | 107                     | 16th                    | 7th                     |
| 2014                    | Barazi-Epsilon–Renault  | Matthew Graham          | 15                      | 0                       | 0                       | 0                       | 0                       | 119                     | 12th                    | 7th                     |
| 2014                    | Barazi-Epsilon–Renault  | Nicholas Surguladze     | 4                       | 0                       | 0                       | 0                       | 0                       | 4                       | 41st                    | 7th                     |
| 2014                    | Barazi-Epsilon–Renault  | Inigo Bikuna            | 8                       | 0                       | 0                       | 0                       | 0                       | 5                       | 39th                    | 7th                     |
| 2014                    | Barazi-Epsilon–Renault  | Jules Gounon            | 10                      | 0                       | 0                       | 0                       | 0                       | 54                      | 23rd                    | 7th                     |
| 2015                    | Barazi-Epsilon–Renault  | Josef Záruba            | 15                      | 0                       | 0                       | 0                       | 0                       | 133.5                   | 10th                    | 4th                     |
| 2015                    | Barazi-Epsilon–Renault  | Henrique Chaves         | 15                      | 0                       | 0                       | 0                       | 0                       | 101                     | 13th                    | 4th                     |
| 2015                    | Barazi-Epsilon–Renault  | Roy Geerts              | 2                       | 0                       | 0                       | 0                       | 0                       | 9                       | 37th                    | 4th                     |
| 2015                    | Barazi-Epsilon–Renault  | Iñigo Bikuña            | 6                       | 0                       | 0                       | 0                       | 0                       | 9                       | 38th                    | 4th                     |
| 2015                    | Barazi-Epsilon–Renault  | Charlie Eastwood        | 11                      | 0                       | 0                       | 0                       | 0                       | 76                      | 17th                    | 4th                     |
| 2015                    | Barazi-Epsilon–Renault  | Harrison Scott          | 4                       | 0                       | 0                       | 0                       | 0                       | 61                      | 20th                    | 4th                     |
| 2015                    | Barazi-Epsilon–Renault  | Bronislav Formánek      | 2                       | 0                       | 0                       | 0                       | 0                       | 0                       | 42nd                    | 4th                     |
| 2015                    | Barazi-Epsilon–Renault  | Nobuharu Matsushita     | 3                       | 0                       | 0                       | 0                       | 0                       | 0                       | NC                      | 4th                     |
| 2015                    | Barazi-Epsilon–Renault  | Denis Bulatov           | 3                       | 0                       | 0                       | 0                       | 0                       | 46                      | 22nd                    | 4th                     |
| 2016                    | Barazi-Epsilon–Renault  | Henrique Chaves         | 15                      | 0                       | 0                       | 0                       | 0                       | 106                     | 15th                    | 8th                     |
| 2016                    | Barazi-Epsilon–Renault  | Nerses Isaakyan         | 15                      | 0                       | 0                       | 0                       | 0                       | 66                      | 21st                    | 8th                     |
| 2016                    | Barazi-Epsilon–Renault  | Julia Pankiewicz        | 15                      | 0                       | 0                       | 0                       | 0                       | 17                      | 27th                    | 8th                     |